# Joachim Friedrich Quack
Joachim Friedrich Quack (* 10. Juni 1966 in Husum, Schleswig-Holstein) ist ein deutscher Ägyptologe und Demotist.

## Ausbildung
Er studierte Ägyptologie, Semitistik und Biblische Archäologie an der Eberhard Karls Universität Tübingen und machte nach einem Auslandsaufenthalt an der École pratique des hautes études und dem Collège de France in Paris 1990 seinen Magisterabschluss mit der Note „sehr gut mit Auszeichnung“.
In den Jahren 1991–1993 arbeitete er an seiner Dissertation über Die Lehren des Ani und erhielt eine Promotionsförderung durch die Studienstiftung des Deutschen Volkes verbunden mit einem Aufenthalt in Kopenhagen. Joachim Friedrich Quack begann 1991 ein Zweitstudium in Altorientalistik und Ur- und Frühgeschichte.
1991 nahm er an der Ausgrabung des Biblisch-Archäologischen Instituts Tübingen in Ḫirbet ez-Zeraqōn in Nordjordanien teil. Er erhielt 1994 einen Lehrauftrag für „Altägyptische Magie“ an der Eberhard Karls Universität Tübingen und wurde 1995 Mitarbeiter des International Committee for Publishing the Carlsberg Papyri in Kopenhagen. In dieser Zeit hielt er eine einsemestrige Lehrveranstaltung „Introduction to Demotic“ ab. Von der Deutschen Forschungsgemeinschaft erhielt er 1996 ein Forschungsstipendium für die Rekonstruktion des Buches vom Tempel.
Ab 1997 tätig als Wissenschaftlicher Mitarbeiter am ägyptologischen Seminar der Freien Universität Berlin, bekam er 2002 den Lehrauftrag für „Einführung in die Mittelägyptische Sprache und Schrift I“ und habilitierte sich am 12. Februar 2003 mit seiner Habilitationsschrift „Beiträge zu den ägyptischen Dekanen und ihrer Rezeption in der griechisch-römischen Welt“ (FU Berlin 2002). Seit 2005 ist J. F. Quack Professor für Ägyptologie in Heidelberg.

## Auszeichnungen und Förderungen
- 1. Mai 2002 – 30. April 2003: Stipendium der Kalkhof-Rose-Stiftung
- 1. August 2003 – 31. März 2005: Heisenbergstipendium der DFG
- 2009: Wahl zum ordentlichen Mitglied der Philosophisch-historischen Klasse der Heidelberger Akademie der Wissenschaften
- 2011: Gottfried-Wilhelm-Leibniz-Preis der Deutschen Forschungsgemeinschaft[3]
- Mitglied der Königlich Dänischen Akademie der Wissenschaften[4]

## Publikationen
Nachfolgend eine Auswahl der Publikationen.
Monographien und Reihen
- mit Friedhelm Hoffmann: Anthologie der demotischen Literatur. Lit Verlag, Münster 2007.
- Die demotische und gräko-ägyptische Literatur (= Einführung in die altägyptische Literaturgeschichte 3). Lit, Münster 2005.
- Studien zur Lehre für Merikare. In: Göttinger Orientforschungen, IV. Reihe Ägypten. (GOF IV) Bd. 23, Wiesbaden 1992.

Aufsätze und Beiträge
- Les mages égyptianisés? Remarks on some surprising points in supposedly magusean writings. In: Journal of Near Eastern Studies. 65, University of Chicago Press, Chicago 2006, S. 267–282.
- Die Horus-Stelen und ihr Bildprogramm. In: V. Vaelske et al.: Ägypten. Ein Tempel der Tiere. Achet, Berlin 2006, S. 107–109.
- Das Grab am Tempeldromos. Neue Deutungen zu einem spätzeitlichen Grabtyp. In: K. Zibelius-Chen, H.-W. Fischer-Elfert (Hrsg.): Von reichlich ägyptischem Verstande. Festschrift für Waltraud Guglielmi zum 65. Geburtstag. (= Philippika. Bd. 11). Harrassowitz, Wiesbaden 2006, S. 113–132.
- Zur Lesung und Deutung des Dramatischen Ramesseumpapyrus. In: Zeitschrift für Ägyptische Sprache und Altertumskunde. (ZÄS), Bd. 133. Akademie, Berlin 2006, S. 72–89.
- Fragmente des Mundöffnungsrituals aus Tebtynis. In: K. Ryholt (Hrsg.): The Carlsberg Papyri 7. Hieratic Texts from the Collection. Museum Tusculanum Press, Kopenhagen 2006, S. 69–150.
- Papyrus Carlsberg 656. Eine Handschrift des Sokarrituals. In: K. Ryholt (Hrsg.): The Carlsberg Papyri 7. Hieratic Texts from the Collection. Museum Tusculanum Press, Kopenhagen 2006 S. 65–68.
- Papyrus Carlsberg 475. Ein neuer Textzeuge für den neunköpfigen Bes. In: K. Ryholt (Hrsg.): The Carlsberg Papyri 7. Hieratic Texts from the Collection. Museum Tusculanum Press, Kopenhagen 2006, S. 53–64.
- Die hieratischen und hieroglyphischen Papyri aus Tebtynis. Ein Überblick. In: K. Ryholt (Hrsg.): The Carlsberg Papyri 7. Hieratic Texts from the Collection. Museum Tusculanum Press, Kopenhagen 2006, S. 1–7.
- Tabuisierte und ausgegrenzte Kranke nach dem 'Buch vom Tempel'. In: H.-W. Fischer-Elfert (Hrsg.): Papyrus Ebers und die ägyptische Medizin (= Philippika. Bd. 7). Harrassowitz, Wiesbaden 2006, S. 63–80.
- Ein Unterweltsbuch der solar-osirianischen Einheit? (= Die Welt des Orients. Bd. 35). Vandenhoeck & Ruprecht, Göttingen 2006, S. 22–47.
- Heiligtümer ägyptischer Gottheiten und ihre Ausstattung in Italien. In: Simone Friede (Hrsg.): Ägypten Griechenland Rom. Abwehr und Berührung. Liebieghaus & Wasmuth, Frankfurt / Tübingen / Berlin 2005, S. 398–404.
- Zum Menschenbild der Ägypter. Funktion und Bedeutung ägyptischer Bildwerke im Vergleich zu den griechischen In: Simone Friede (Hrsg.): Ägypten Griechenland Rom. Abwehr und Berührung. Liebieghaus & Wasmuth, Frankfurt / Tübingen / Berlin 2005, S. 50–54.
- Zu einer neuen Edition des Month-Tores. In: Orientalistische Literaturzeitung Bd. 100, Akademie, Berlin 2005, S. 125–137.
- Ein Prätext und seine Realisierungen. Aspekte des ägyptischen Mundöffnungsrituals. In: H. Roeder, H. und B. Dücker (Hrsg.): Text und Ritual. Essays und kulturwissenschaftliche Studien von Sesostris bis zu den Dadaisten. Synchron, Heidelberg 2005, S. 165–185.
- Griechische und andere Dämonen in den demotischen magischen Texten. In: Thomas Schneider (Hrsg.): Das Ägyptische und die Sprachen Vorderasiens, Nordafrikas und der Ägäis. Akten des Basler Kolloquiums zum ägyptisch-nichtsemitischen Sprachkontakt Basel 9.-11. Juli 2003 (= Alter Orient und Altes Testament. Bd. 310). 2004, S. 427–507.
- Perspektiven zur Theologie im Alten Ägypten: Antwort auf Jan Assmann. In: M. Oeming et al.: Theologie in Israel und in den Nachbarkulturen (= Altes Testament und Moderne. Bd. 9). Münster 2004, S. 63–74.
- Fragmente memphitischer Religion und Astronomie in semidemotischer Schrift. In: F. Hoffmann, H. J. Thissen (Hrsg.): Res severa verum gaudium. Festschrift für Karl-Theodor Zauzich zum 65. Geburtstag am 8. Juni 2004 (= Studia Demotica. Bd. 6). Leuven / Paris / Dudley MA 2004, S. 467–496, T. 37–39.
- Organiser le culte idéal. In: Le Manuel du temple égyptien. In: Bulletin de la Société Française d'Égyptologie. Bd. 160, 2004, S. 9–25.